# Rio Mundaú (Alagoas)
O rio Mundaú é um curso de água que banha os estados de Pernambuco e Alagoas, no Brasil.

## Topônimo
"Mundaú" é um termo de origem tupi e significa "rio dos ladrões", por meio da composição entre mondá ("ladrão") e 'y ("rio"). É uma referência aos quilombolas de Palmares, na serra da Barriga, onde o rio nasce.

## Descrição
O rio Mundaú nasce no município de Garanhuns, com cerca de 69 km percorrendo áreas do Estado de Pernambuco.
Os principais afluentes do rio Mundaú no estado de Pernambuco são: pela margem direita, riacho Conceição, riacho Salgado, rio Correntes e rio Mundauzinho e pela margem esquerda, o rio Canhoto.
O rio Canhoto, que deságua no rio Mundaú em território alagoano, é o tributário mais importante do rio Mundaú e tem, por sua vez, como principal contribuinte o rio Inhaúma, que drena todo o município de Palmeirina.
Nas nascentes do rio Canhoto, destaca-se o riacho do Mel, que serve de divisor entre os municípios de Capoeiras e Caetés. Cerca de 70 km da extensão do rio Canhoto drenam áreas dos municípios pernambucanos Capoeiras, Jucati, Jupi, Calçado, Lajedo, Jurema, Canhotinho, Angelim, São João, Garanhuns e Caetés, além de servir de divisor entre esses municípios.

## Bacia hidrográfica
A bacia do rio Mundaú possui uma área de 4 126 km², da qual 52,2 por cento no estado de Pernambuco e 47,8 por cento em Alagoas, banhando trinta municípios, metade dos quais em Pernambuco. Destes, quatro estão totalmente inseridos na bacia (Angelim, Correntes, Palmeirina e São João) e outros quatro têm a sede do município inserida na bacia (Caetés, Canhotinho, Garanhuns e Lagoa do Ouro). A outra metade dos municípios, localizados em Alagoas, dez possuem sede na bacia e nenhum está totalmente inserido.
No estado de Pernambuco, a bacia do rio Mundaú limita-se ao norte com a bacia do rio Una, ao sul com o estado de Alagoas e com o grupo de bacias de pequenos rios interiores 1 - GI1, a leste com a bacia do rio Una e com o estado de Alagoas e, a oeste, com o grupo GI1 e com a bacia do rio Una.